# Pocillopora
Pocillopora Lamarck, 1816 è un genere di madrepore della famiglia Pocilloporidae.

## Tassonomia
Il genere comprende le seguenti specie:
- Pocillopora acuta Lamarck, 1816
- Pocillopora aliciae Schmidt-Roach, Miller & Andreakis, 2013
- Pocillopora ankeli Scheer & Pillai, 1974
- Pocillopora bairdi Schmidt-Roach, 2014
- Pocillopora brevicornis Lamarck, 1816
- Pocillopora capitata Verrill, 1864
- Pocillopora damicornis (Linnaeus, 1758)
- Pocillopora effusa Veron, 2000
- Pocillopora elegans Dana, 1846
- Pocillopora fungiformis Veron, 2000
- Pocillopora grandis Dana, 1846
- Pocillopora indiania Veron, 2000
- Pocillopora inflata Glynn, 1999
- Pocillopora kelleheri Veron, 2000
- Pocillopora ligulata Dana, 1846
- Pocillopora mauritiana Brüggemann, 1877
- Pocillopora meandrina Dana, 1846
- Pocillopora molokensis Vaughan, 1907
- Pocillopora verrucosa (Ellis & Solander, 1786)
- Pocillopora woodjonesi Vaughan, 1918
- Pocillopora zelli Veron, 2000